# Santiago (Río Grande del Sur)
Santiago es un municipio brasileño del estado de Río Grande del Sur. Está ubicado a una altitud de 409 metros sobre el nivel del mar. Su población estimada para el año 2004 era de 51.375 habitantes. Ocupa una superficie de 3264,3 km².

## Historia
Las referencias al lugar donde se ubica el Municipio de Santiago se remontan a la época de la expansión de las Misiones del Paraguay, cuando los jesuitas, llegando a la margen oriental del río Uruguay, fundaron asentamientos en territorios de Rio Grande do Sul, en el siglo XVIII.
Aproximadamente en 1860, comenzó el asentamiento de la región. La colonia fue fundada por primera vez por 350 alemanes, 14 belgas, 5 franceses y 4 suizos. El coronel José Maria Pereira de Campos creó y organizó la colonia de Ijuí y trajo europeos a la zona. Los italianos llegaron en la década de 1880, con el paso del siglo, con el establecimiento de la colonia de Jaguari, las localidades de Sanga da Areia y Ernesto Alves. En 1834, Arsène Isabelle, un diplomático francés, en caminos entre la zona, se refiere a una localidad de Boqueirão de Santiago, su existencia de tres a cuatro ranchos. Los alemanes y los italianos forman una gran afluencia de inmigración europea, una mezcla con otras nacionalidades que vio la inmigración belga, suiza, polaca y francesa. En síntesis, las colonias se establecieron en 1860 y tenían diversos tipos de etnias en el municipio de Santiago, sin otros municipios, la población pasó a ser predominantemente descendiente de europeos.